# توشيبا تي 1000

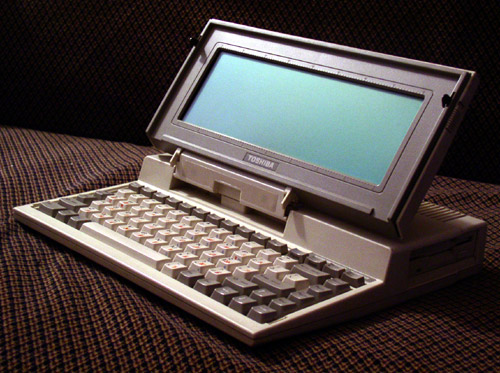
جهاز محمول لتوشيبا تي 1000

توشيبا تي 1000 (بالإنجليزية: Toshiba T1000)‏ ، هي جهاز الحاسب الشخصي لشركة توشيبا اليابانية، أنتجت عام 1987م. وقد توقف إنتاجه، وهو يحتوي على مواصفات مشابهة لجهاز IBM PC Convertible، مع معالج 80C88 بسرعة 4.77 ميجاهرتز، و512 كيلو بايت من ذاكرة الوصول العشوائي، وشاشة LCD أحادية اللون متوافقة مع سي جي إيه. على عكس الطراز المكشوف، فهو يتضمن منفذًا تسلسليًا قياسيًا ومنفذًا متوازيًا، وموصلات لشاشة خارجية، وساعة في الوقت الفعلي.